# Gigantodax adleri
Gigantodax adleri är en tvåvingeart som beskrevs av Dudley Moulton 1996. Gigantodax adleri ingår i släktet Gigantodax och familjen knott.
Artens utbredningsområde är Arizona. Inga underarter finns listade i Catalogue of Life.